# Rintocchi dal profondo
Rintocchi dal profondo (Glocken aus der Tiefe) è un film documentario realizzato nel 1993 dal regista tedesco Werner Herzog; il sottotitolo "Fede e superstizione in Russia" esplica chiaramente il tema del film.

## Sinossi
La prima metà del film mostra diversi riti, usi e personaggi legati alla religiosità russa: tra di essi spiccano un suonatore di campane, un guaritore dello spirito e un giovane che si veste e che agisce come Gesù Cristo, predicando in maniera molto simile.
La seconda metà del film si concentra invece sulla leggendaria città di Kitež, i cui abitanti pregarono Dio di essere salvati dall'invasione dei mongoli. Si dice che allora Dio pose la città sul fondo di un profondissimo lago e che a volte si possono ancora sentire i rintocchi della campana della cattedrale provenire da quella grande profondità.
Herzog (come spesso fa nei suoi documentari) arricchisce liberamente la vicenda e ci mostra dei pellegrini che strisciano sul lago ghiacciato per cercare di vedere la città sommersa; lo stesso regista ha raccontato che in realtà quelli erano due ubriachi ai quali ha chiesto di recitare la parte, mentre in un'altra scena appare evidente che la gente sul lago ghiacciato sta pescando attraverso buchi nel ghiaccio.

## Curiosità
Il figlio di Herzog, Rudolph Herzog, ha lavorato per questo film come aiuto-regista.

## Distribuzione
Il film è reperibile in Italia come contenuto aggiuntivo del DVD di Dove sognano le formiche verdi edito dalla Ripley's Home Video.